# Elatostema yangbiense
Elatostema yangbiense är en nässelväxtart som beskrevs av Wen Tsai Wang. Elatostema yangbiense ingår i släktet Elatostema och familjen nässelväxter. Inga underarter finns listade i Catalogue of Life.